# Гірське (Інкерман)
Гірське, або Гірське селище — район міста Інкерман, колишнє селище.
Розташований на південному сході міста, за залізницею.
Основні вулиці: Кар'єрна, Трубна, Лощина, Скорятина.